# Torneo del Interior B 2023
El Torneo del Interior B 2023 fue la XVII edición de la segunda competencia de clubes del interior más importante de rugby en Argentina, luego del Torneo del Interior A.

## Equipos
Clasificados por los torneos:
- Córdoba
  - Tala Rugby Club
  - Club La Tablada

- Torneo Regional del Litoral
  - Club Universitario de Rosario
  - Old Resian Club
  - CRAI

- Torneo Regional del Noroeste
  - Tucumán Lawn Tennis Club
  - Club Natación y Gimnasia
  - Huirapuca
  - Jockey Club de Salta

- Torneo Regional del Oeste
  - Los Tordos Rugby Club
  - CPBM
  - Liceo Rugby Club
  - Teqüe Rugby Club

- Torneo Regional del Nordeste
  - Aranduroga Rugby Club 
  - Taraguy Rugby Club

- Torneo Regional Pampeano
  - Sporting Club
  - Mar del Plata Club
  - Club Sociedad Sportiva
  - Universitario Mar del Plata

- Torneo Regional Patagónico
  - Bigornia Club

## Repesca[2]
|  | Final        |                       |    |  |
|  | 26 de agosto |                       |    |  |
|  |              |                       |    |  |
|  | 1            | CRAI                  | 22 |  |
|  | 1            | CRAI                  | 22 |  |
|  | 2            | Los Tordos Rugby Club | 10 |  |
|  | 2            | Los Tordos Rugby Club | 10 |  |

|  | Final        |                               |    |  |
|  | 26 de agosto |                               |    |  |
|  |              |                               |    |  |
|  | 1            | Taraguy Rugby Club            | 15 |  |
|  | 1            | Taraguy Rugby Club            | 15 |  |
|  | 2            | Club Universitario de Rosario | 28 |  |
|  | 2            | Club Universitario de Rosario | 28 |  |

|  | Final        |                             |    |  |
|  | 26 de agosto |                             |    |  |
|  |              |                             |    |  |
|  | 1            | Universitario Mar del Plata | 10 |  |
|  | 1            | Universitario Mar del Plata | 10 |  |
|  | 2            | Club La Tablada             | 66 |  |
|  | 2            | Club La Tablada             | 66 |  |

|  | Final        |                          |    |  |
|  | 26 de agosto |                          |    |  |
|  |              |                          |    |  |
|  | 1            | Bigornia Club            | 16 |  |
|  | 1            | Bigornia Club            | 16 |  |
|  | 2            | Tucumán Lawn Tennis Club | 25 |  |
|  | 2            | Tucumán Lawn Tennis Club | 25 |  |

## Fase de grupos
Zona 3
| Equipos                  | Encuentros | Encuentros | Encuentros | Encuentros | Pts. Bonus | Pts. Bonus | Puntos |
| Equipos                  | PJ         | PG         | PE         | PP         | OF         | DF         | Puntos |
| ------------------------ | ---------- | ---------- | ---------- | ---------- | ---------- | ---------- | ------ |
| Club La Tablada          | 6          | 4          | 0          | 2          | 3          | 2          | 21     |
| Huirapuca                | 6          | 4          | 0          | 2          | 1          | 1          | 18     |
| Tala Rugby Club          | 6          | 4          | 0          | 2          | 0          | 2          | 18     |
| Club Natación y Gimnasia | 6          | 0          | 0          | 6          | 0          | 2          | 2      |
Zona 4
| Equipos                  | Encuentros | Encuentros | Encuentros | Encuentros | Pts. Bonus | Pts. Bonus | Puntos |
| Equipos                  | PJ         | PG         | PE         | PP         | OF         | DF         | Puntos |
| ------------------------ | ---------- | ---------- | ---------- | ---------- | ---------- | ---------- | ------ |
| Tucumán Lawn Tennis Club | 6          | 4          | 0          | 2          | 3          | 1          | 20     |
| Mar del Plata Club       | 6          | 4          | 0          | 2          | 2          | 1          | 19     |
| Jockey Club de Salta     | 6          | 3          | 0          | 3          | 1          | 1          | 14     |
| Club Sociedad Sportiva   | 6          | 1          | 0          | 5          | 0          | 1          | 5      |
Zona 5
| Equipos         | Encuentros | Encuentros | Encuentros | Encuentros | Pts. Bonus | Pts. Bonus | Puntos |
| Equipos         | PJ         | PG         | PE         | PP         | OF         | DF         | Puntos |
| --------------- | ---------- | ---------- | ---------- | ---------- | ---------- | ---------- | ------ |
| CRAI            | 6          | 5          | 0          | 1          | 2          | 0          | 22     |
| Old Resian Club | 6          | 4          | 0          | 2          | 1          | 1          | 18     |
| Sporting Club   | 6          | 3          | 0          | 3          | 1          | 1          | 14     |
| CPBM            | 6          | 0          | 0          | 6          | 0          | 2          | 2      |
Zona 6
| Equipos                       | Encuentros | Encuentros | Encuentros | Encuentros | Pts. Bonus | Pts. Bonus | Puntos |
| Equipos                       | PJ         | PG         | PE         | PP         | OF         | DF         | Puntos |
| ----------------------------- | ---------- | ---------- | ---------- | ---------- | ---------- | ---------- | ------ |
| Teqüe Rugby Club              | 6          | 4          | 0          | 2          | 3          | 1          | 20     |
| Club Universitario de Rosario | 6          | 4          | 1          | 1          | 1          | 0          | 19     |
| Liceo Rugby Club              | 6          | 2          | 1          | 3          | 1          | 3          | 14     |
| Aranduroga Rugby Club         | 6          | 1          | 0          | 5          | 0          | 2          | 6      |

## Clasificados por el torneo del Interior A
CURNE
Los Tarcos Rugby Club
Club Atlético Universitario (Córdoba)
Old Lions Rugby Club

## Fase Final

### Cuadro de desarrollo
|  | Cuartos de final | Cuartos de final                      | Cuartos de final                      |                                       |                                       | Semifinales                           | Semifinales    | Semifinales    |  |                  | Final            | Final           | Final           |  |
|  | 28 de octubre    | 28 de octubre                         | 28 de octubre                         |                                       |                                       | 4 de noviembre                        | 4 de noviembre | 4 de noviembre |  |                  | 11 de noviembre  | 11 de noviembre | 11 de noviembre |  |
|  |                  |                                       |                                       |                                       |                                       |                                       |                |                |  |                  |                  |                 |                 |  |
|  |                  |                                       |                                       |                                       |                                       |                                       |                |                |  |                  |                  |                 |                 |  |
|  | 1                | Los Tarcos Rugby Club                 | 20                                    |                                       |                                       |                                       |                |                |  |                  |                  |                 |                 |  |
|  | 1                | Los Tarcos Rugby Club                 | 20                                    |                                       |                                       |                                       |                |                |  |                  |                  |                 |                 |  |
|  | 8                | Teqüe Rugby Club                      | 21                                    |                                       |                                       |                                       |                |                |  |                  |                  |                 |                 |  |
|  | 8                | Teqüe Rugby Club                      | 21                                    |                                       | Teqüe Rugby Club                      | Teqüe Rugby Club                      | 27             |                |  |                  |                  |                 |                 |  |
|  |                  |                                       |                                       |                                       | Teqüe Rugby Club                      | Teqüe Rugby Club                      | 27             |                |  |                  |                  |                 |                 |  |
|  |                  |                                       | CURNE                                 | CURNE                                 | 23                                    |                                       |                |                |  |                  |                  |                 |                 |  |
|  | 5                | CURNE                                 | CURNE                                 | CURNE                                 | 23                                    | 28                                    |                |                |  |                  |                  |                 |                 |  |
|  | 5                | CURNE                                 |                                       |                                       |                                       |                                       |                |                |  |                  |                  |                 |                 |  |
|  | 4                | Club La Tablada                       | 26                                    |                                       |                                       |                                       |                |                |  |                  |                  |                 |                 |  |
|  | 4                | Club La Tablada                       | 26                                    |                                       |                                       |                                       |                |                |  | Teqüe Rugby Club | Teqüe Rugby Club | 17              |                 |  |
|  |                  |                                       |                                       |                                       |                                       |                                       |                |                |  | Teqüe Rugby Club | Teqüe Rugby Club | 17              |                 |  |
|  |                  |                                       | Club Atlético Universitario (Córdoba) | Club Atlético Universitario (Córdoba) | 15                                    |                                       |                |                |  |                  |                  |                 |                 |  |
|  | 3                | Club Atlético Universitario (Córdoba) | Club Atlético Universitario (Córdoba) | Club Atlético Universitario (Córdoba) | 15                                    | 24                                    |                |                |  |                  |                  |                 |                 |  |
|  | 3                | Club Atlético Universitario (Córdoba) |                                       |                                       |                                       |                                       |                |                |  |                  |                  |                 |                 |  |
|  | 6                | CRAI                                  | 23                                    |                                       |                                       |                                       |                |                |  |                  |                  |                 |                 |  |
|  | 6                | CRAI                                  | 23                                    |                                       | Club Atlético Universitario (Córdoba) | Club Atlético Universitario (Córdoba) | 39             |                |  |                  |                  |                 |                 |  |
|  |                  |                                       |                                       |                                       | Club Atlético Universitario (Córdoba) | Club Atlético Universitario (Córdoba) | 39             |                |  |                  |                  |                 |                 |  |
|  |                  |                                       | Old Lions Rugby Club                  | Old Lions Rugby Club                  | 19                                    |                                       |                |                |  |                  |                  |                 |                 |  |
|  | 7                | Old Lions Rugby Club                  | Old Lions Rugby Club                  | Old Lions Rugby Club                  | 19                                    | 33                                    |                |                |  |                  |                  |                 |                 |  |
|  | 7                | Old Lions Rugby Club                  |                                       |                                       |                                       |                                       |                |                |  |                  |                  |                 |                 |  |
|  | 2                | Tucumán Lawn Tennis Club              | 27                                    |                                       |                                       |                                       |                |                |  |                  |                  |                 |                 |  |
|  | 2                | Tucumán Lawn Tennis Club              | 27                                    |                                       |                                       |                                       |                |                |  |                  |                  |                 |                 |  |
|  |                  |                                       |                                       |                                       |                                       |                                       |                |                |  |                  |                  |                 |                 |  |